# Neville Chittick
Pour les articles homonymes, voir Chittick.
Neville Hubert Chittick, né le 18 septembre 1923 à Hove dans le Sussex et mort en 1984, est un archéologue britannique.

## Biographie
Neville Hubert Chittick, né le 18 septembre 1923 au 31 Brunswick Road à Hove dans le Sussex, est le fils d'Hubert Stanley Chittick (mort en 1963/4), ingénieur en mécanique, et de son épouse, Rosemary (née Manson).
De 1961 à 1963, Neville Chittick fut le premier directeur du British Institute in Eastern Africa.
Il meurt en 1984.